# 戴南祥
戴南祥（1946年6月2日—2021年11月22日），臺灣帶動唱創始人，部分人稱其“戴老師”，私立天主教輔仁大學畢業。
戴南祥原是臺北市立新興國民中學童軍教師，其收集學生的創意並加以研發整理，並藉由於臺視民歌節目《大學城》的表演，讓帶動唱成為臺灣普遍的集會表演方式。帶動唱甚至從學生集會場所擴張至政治活動，至今仍偶於臺灣群眾場合偶然可見，其中包含改良過的童歌表演、政治活動、民歌表演場合。中美斷交後，應聘擔任美國夏令營輔導員。2006年9月，曾參與百萬人民倒扁運動。2014年5月4日，曾參與新黨「新五四運動」開場表演。

## 評價
帶動唱在全盛時期，幾乎是臺灣校園的全民運動。2001年10月16日，淡江大學歐洲研究所副教授兼台灣教授協會副秘書長林立說，韓國總統全斗煥任內為了平息韓國大學生的抗議運動，派人來學習臺灣校園帶動唱；但韓國大學生悍然拒絕學習，這些學生說：「我們不要玩這個，這東西我們在幼稚園早就玩過了！」